# Mikael Saglimbeni
Mikael Carmelo Saglimbeni (* 22. November 1940 in Asmara) ist ein ehemaliger äthiopischer Radrennfahrer.

## Sportliche Laufbahn
Saglimbeni war Teilnehmer der Olympischen Sommerspiele 1964 in Tokio. Er startete damals für Äthiopien, ist heute Bürger von Eritrea. Im olympischen Straßenrennen wurde er beim Sieg von Mario Zanin als 79. klassiert. Im Mannschaftszeitfahren wurde der Vierer aus Äthiopien in der Besetzung Suleman Ambaye, Fisihasion Ghebreyesus, Yemane Negassi und Mikael Saglimbeni 26. von 33 gestarteten Mannschaften.
Er war auch Teilnehmer der Olympischen Sommerspiele 1968 in Mexiko-Stadt und schied im olympischen Straßenrennen aus. Im Mannschaftszeitfahren wurde sein Team in der Besetzung Yemane Negassi, Fisihasion Ghebreyesus, Mikael Saglimbeni und Tekeste Woldu 26.